# Ханс Фишер
Ханс Фишер (на немски: Hans Fischer) е германски химик, носител на Нобелова награда за химия за 1930 г. "за изследванията му върху хемина и хлорофила и особено за синтеза на хемина“.

## Биография
Роден е на 27 юли 1881 година в Хьохст на Майн (днес квартал на Франкфурт), Германска империя, в семейството на Ойген Фишер, директор на фирмата Kalle & Co във Висбаден и преподавател в средното техническо училище в Щутгарт, и Ана Хердеген. Той ходи на начално училище в Щутгарт, а по-късно учи в хуманитарна гимназия във Висбаден, която завършва през 1899 г. След това изучава химия и медицина, първо в Лозанския университет, а след това в Марбургския университет. Завършва през 1904 г., а през 1908 г. се квалифицира за докторантура.
Първоначално работи в медицинска клиника в Мюнхен, а след това в Първи берлински химически институт под ръководството на Емил Фишер. През 1911 г. се завръща в Мюнхен, където се квалифицира като лектор по вътрешна медицина година по-късно. През 1913 г. става лектор по физиология във Физиологическия институт в Мюнхен, а три години по-късно, през 1916 г., е професор по медицинска химия в Инсбрукския университет.
След започването на Първата световна война липсата на средства усложняват провеждането на експериментални изследвание. През 1917 г. работата му е прекъсната, защото поради усложнения след прекаран по-рано пристъп на туберкулоза се налага да му отстранят единия бъбрек. През 1918 г. се премества да преподава органична химия във Виенския университет. От 1921 г. до смъртта си заема длъжността професор по органична химия в Мюнхенския технически университет, където наследява позицията от Хайнрих Виланд.
В Мюнхен Фишер създава химическа лаборатория и разработва научна програма за изследване на природните пигменти. Главно се занимава с изследването на пигментите в кръвта, в жлъчката, а също и на хлорофила в листата, както и на химията на пирола, от който се извличат тези пигменти. От особено значение е синтезът му на билирубин и хемин. Той получава множество почести за работата си, а през 1930 г. е удостоен с Нобелова награда за химия.
През 1935 г. Ханс Фишер се жени за Вилтруд Хауфе. На следващата година е избран за почетен доктор на Харвардския университет, а през 1937 г. е награден с медал Дейви. На 31 март 1945 г., Великден, Фишер се самоубива в отчаянието си покрай унищожаването на лабораторията му и работата му през последните дни на Втората световна война.